# VK Severianka
VK Severianka est un club russe de volley-ball fondé en 1999 et basé à Tcherepovets, évoluant pour la saison 2019-2020 en Majeure Ligue A.

## Historique des logos

Ancienne logo
Logo depuis 2016

## Effectifs

### Saison 2020-2021
| No                            | Nom                           | Date de naissance             | Taille                         | Poids                          | Poste                          |
| ----------------------------- | ----------------------------- | ----------------------------- | ------------------------------ | ------------------------------ | ------------------------------ |
| 1                             | Olga Iefimova                 | 6 janvier 1990                | 182                            | 68                             | Passeuse                       |
| 2                             | Olga Mikoulina                | 24 juillet 1993               | 188                            | 80                             | Centrale                       |
| 3                             | Zarina Vossitova              | 31 mars 2000                  | 185                            |                                | Réceptionneuse-attaquante      |
| 4                             | Aleksandra Borissova          | 20 juin 2001                  | 188                            |                                | Réceptionneuse-attaquante      |
| 5                             | Viktoria Pouchina             | 9 mars 2000                   | 196                            | 90                             | Centrale                       |
| 6                             | Nina Cheveliova               | 27 août 2000                  | 183                            |                                | Réceptionneuse-attaquante      |
| 7                             | Ielizaveta Iegorovtseva       | 12 novembre 2002              | 183                            |                                | Passeuse                       |
| 8                             | Anastassia Sidorova           | 11 juillet 2003               | 188                            |                                | Réceptionneuse-attaquante      |
| 9                             | Anastassia Bogomolova         | 21 mars 2001                  | 178                            |                                | Passeuse                       |
| 10                            | Anna Belova                   | 5 janvier 1993                | 179                            |                                | Réceptionneuse-attaquante      |
| 11                            | Varvara Chepeleva             | 7 août 2001                   | 181                            |                                | Libero                         |
| 12                            | Daria Butkevich               | 5 septembre 1996              | 183                            |                                | Attaquante                     |
| 13                            | Viktoria Anikeïeva            | 8 mai 2001                    | 186                            |                                | Centrale                       |
| 14                            | Valeria Orekhova              | 20 juin 1993                  | 188                            |                                | Centrale                       |
| 15                            | Polina Belikova               | 5 juillet 1999                | 190                            |                                | Centrale                       |
| 18                            | Iekaterina Sokolova           | 3 mars 2000                   | 175                            |                                | Libero                         |
| 20                            | Natalia Souvorova             | 5 mars 2004                   | 188                            |                                | Réceptionneuse-attaquante      |
| 21                            | Oleksandra Milenko            | 29 juin 1999                  | 182                            |                                | Réceptionneuse-attaquante      |
| 22                            | Ielena Chvedova               | 21 juin 2003                  | 176                            |                                | Réceptionneuse-attaquante      |
| 23                            | Viktoria Kobzar               | 16 octobre 2004               | 183                            |                                | Passeuse                       |
|                               |                               |                               |                                |                                |                                |
| Encadrement technique         | Encadrement technique         |                               | Légende                        | Légende                        | Légende                        |
| Entraîneur : Roman Sambourski | Entraîneur : Roman Sambourski | Entraîneur : Roman Sambourski | : Capitaine                    | : Capitaine                    | : Capitaine                    |
| Entraîneur(s) adjoint(s) :    | Entraîneur(s) adjoint(s) :    | Entraîneur(s) adjoint(s) :    | : Joueuse blessée actuellement | : Joueuse blessée actuellement | : Joueuse blessée actuellement |